# Temognatha chalcodera
Temognatha chalcodera es una especie de escarabajo del género Temognatha, familia Buprestidae. Fue descrita científicamente por Thomson en 1878.